# Il supplente (film 2022)
Il supplente (El suplente) è  un film argentino del 2022 diretto da Diego Lerman.

## Trama
Lucio, docente universitario colto e idealista che sta attraversando un periodo di crisi personale e familiare, accetta una supplenza come insegnante di letteratura in una scuola superiore di un quartiere periferico di Buenos Aires. Cercando di utilizzare la cultura per entrare in relazione con i ragazzi, scopre che Dilan, uno dei suoi studenti, viene minacciato da un boss della droga.

## Produzione
Si tratta di una co-produzione latinoamericana ed europea, con case produttrici di Argentina, Italia, Messico e Spagna, con il sostegno di società originarie della Svizzera, del Regno Unito e della Francia..
Nel 2019, il progetto (precedentemente noto con il titolo provvisorio El maestro de literatura) prese parte con altre sedici proposte all'ottavo Forum di coproduzione Europa-America Latina, una piattaforma del Festival internazionale del cinema di San Sebastián creata per promuovere nuove co-produzioni audiovisive. La sceneggiatura venne firmata dallo stesso regista insieme a María Meira e Luciana De Mello.
Diego Lerman raccontò di aver lavorato al film durante la pandemia da COVID-19 e spiegò di aver voluto sul set attori esperti insieme a ragazzi esordienti che non avevano mai seguito corsi di recitazione.
Le riprese della pellicola iniziarono il 29 novembre 2021 e si conclusero il 15 gennaio 2022. Il film fu presentato in anteprima mondiale alla 47ª edizione del Toronto International Film Festival, nella sezione Special Presentations, dove concorse con altri 46 lungometraggi provenienti da tutto il mondo. Prese parte inoltre alla selezione ufficiale del Festival internazionale del cinema di San Sebastián e fu presentato a New York in occasione dell'Havana Film Festival New York.

## Riconoscimenti
- 2022 - Festival internazionale del cinema di San Sebastián
  - Candidatura alla Concha de Oro per il miglior film
  - Concha de plata per la miglior performance di supporto a Renata Lerman[15]

- 2022 - Havana Film Festival New York
  - Havana Star Prize per il miglior regista a Diego Lerman[16]

- 2023 - Condor d'argento[17]
  - Miglior rivelazione femminile a Renata Lerman
  - Candidatura al miglior film
  - Candidatura al miglior regista a Diego Lerman
  - Candidatura alla migliore sceneggiatura originale a Diego Lerman, María Meira e Luciana de Mello
  - Candidatura al miglior attore protagonista a Juan Minujín
  - Candidatura al miglior attore non protagonista a Alfredo Castro
  - Candidatura alla miglior fotografia a Wojciech Staron
  - Candidatura alle migliori musiche originali a José Villalobos
  - Candidatura al miglior montaggio a Alejandro Brodersohn
  - Candidatura al miglior sonoro a Lena Esquenazi e Leandro de Loredo
  - Candidatura alla migliore direzione artistica a Marcelo Chaves
  - Candidatura alla migliore direzione del casting a María Laura Berch

- 2023 - Premio Sur
  - Miglior attrice rivelazione a Renata Lerman
  - Migliori musiche originali a José Villalobos
  - Miglior montaggio a Alejandro Brodersohn
  - Candidatura al miglior film
  - Candidatura al miglior regista a Diego Lerman
  - Candidatura alla migliore sceneggiatura originale a Diego Lerman, María Meira e Luciana de Mello
  - Candidatura al miglior attore protagonista a Juan Minujín
  - Candidatura al miglior attore non protagonista a Alfredo Castro
  - Candidatura alla migliore attrice non protagonista a Rita Cortese
  - Candidatura alla migliore attrice non protagonista a María Merlino